# نشانه پالا
نشانه پالا (انگلیسی: Palla's sign) یک نشانهٔ بالینی است که در آن در بیماران مبتلا به آمبولی ریه، سرخرگ ریوی نزولی راست بزرگ‌شده در رادیوگرافی قفسه سینه دیده می‌شود. نشانهٔ پالا حساسیت و ویژگی پایینی دارد و ویژگی آن مشخص نیست. نشانهٔ پالا به صورت یک «سوسیس» در اشعه ایکس دیده می‌شود. این نشانهٔ پزشکی نامش را از رادیولوژیست ایتالیایی «آنتونیو پالا» گرفته شده است. این پزشک در سال ۱۹۸۳، مشاهدات خود را منتشر کرد مبنی بر اینکه نزدیک به ۲۵ درصد از بیماران مبتلا به آمبولی ریه دارای بزرگ شدگی شریان ریوی نزولی راست در رادیوگرافی قفسه سینه بودند.